# San Pedro (Belize)
Pour les articles homonymes, voir San Pedro.
San Pedro est une ville du district de Belize, au Belize. Elle est située sur l'île d'Ambergris Caye, la plus grande du pays.

## Histoire
Les réfugiés "de la Guerre des castes" se sont enfuis principalement au sud du sanctuaire du Belize et les autres au nord où les autorités britanniques leur ont donné la protection et les ont encouragés à s'installer. Ceci a été fait dans l'espoir que les réfugiés établiraient finalement une implantation agricole dans le District de Corozal et fourniraient les camps de bois de charpente et une source alternative de produits alimentaires maintenant que les provisions par Bacalar n'étaient plus disponibles.